# Jordbävningen vid Tōhoku 2011
Jordbävningen vid Tōhoku 2011 (japanska: 東北地方太平洋沖地震?, Tōhoku Chihō Taiheiyō-oki Jishin) var en kraftig jordbävning som inträffade fredagen den 11 mars 2011 klockan 14.46 lokal tid (06.46 CET) med magnitud 8,9–9,1. Dess hypocentrum låg på cirka 25 kilometers djup vid Japanska graven utanför kusten i regionen Tohoku i Japan, cirka 380 kilometer från Tokyo. Japans meteorologiska institut beräknade skalvet till magnitud 9,0 två dagar efter skalvet.
Jordbävningen var den kraftigaste som har drabbat Japan sedan mätningar påbörjades och preliminärt den femte kraftigaste i världen sedan år 1900.

## Jordbävningen
Jordbävningen föregicks av ett antal större förskalv, inledningsvis med ett skalv på 7,2 MW den 9 mars cirka 40 km från skalvet den 11 mars. Detta förskalv följdes samma dag av ytterligare tre, som uppmättes till en intensitet av 6 MW. En minut före den stora jordbävningen reagerade systemet "Earthquake Early Warning", som är kopplat till runt 1 000 seismometrar runt om i Japan, och man hann via TV varna miljontals människor.
Jordbävningen började 14.46 lokal tid (06.46 CET). Dess epicentrum låg utanför kusten i regionen Tohoku i Japan. Från början bedömdes den vara av magnitud 7,9, men uppgraderades snart till 8,8 och senare till 8,9 av USGS. Mätningar vid Harvard University uppgraderade den till 9,1 dagen efter skalvet, och Japans meteorologiska institut beräknade det till magnitud 9,0 två dagar efter skalvet.
Ett stort antal efterskalv följde huvudskalvet. De tre största, med magnituder mellan 7,4 och 7,9, inträffade inom en timme. Under de första dygnen som följde därefter skakades området av flera hundra efterskalv på magnitud 4,5 eller större.

### Geofysisk påverkan
I en rapport från U.S. Geological Survey meddelades att Honshu, Japans största ö, flyttades 2,4 meter i riktning mot Nordamerika som en direkt följd av skalvet.  Denna massförflyttning på ena sidan av jordklotet ledde till att jordens figuraxel (den axel runt vilken jordens massfördelning är symmetrisk) flyttades några centimeter, 17 cm enligt US Geological Survey, 25 cm enligt Italiens nationella institut för geofysik och vulkanologi.  Detta gör att jorden snurrar lite obalanserat (att flytta Japan några meter är som att flytta en av de små balansvikterna på ett bildäck), vilket i sin tur leder till att rotationsaxeln efter hand ändrar vinkel.  Jordens rotationshastighet bör också ha ökat en aning, så att ett dygn blir 1,8 mikrosekunder kortare.

## Tsunami

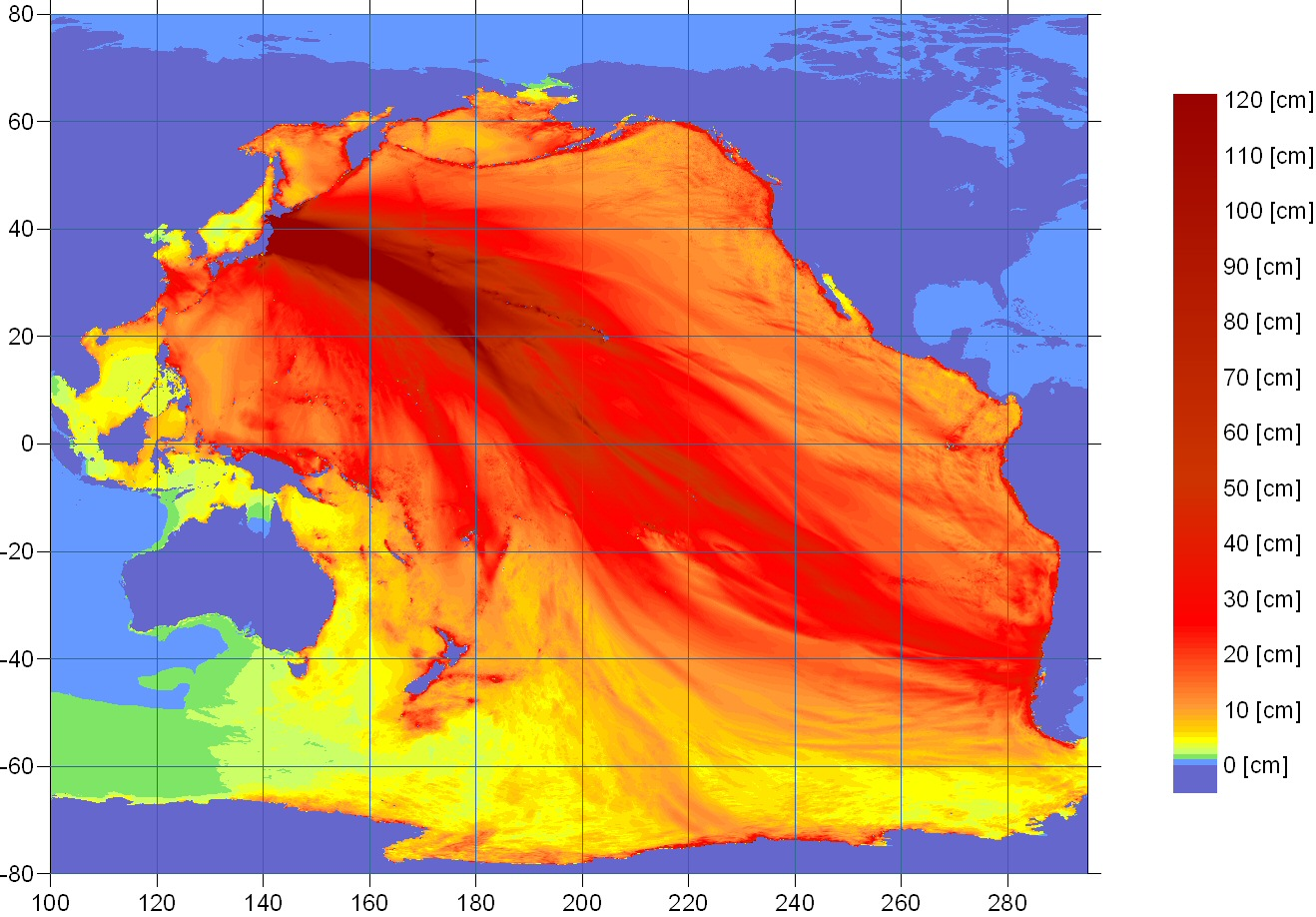
Förväntad energidistribution för tsunamin uppskattat av amerikanska NOAA.

En efterföljande tsunami slog till mot Japans östra kust efter jordbävningen. Tsunamivarningar utfärdades i över 20 länder runt om Stilla Havet, däribland Ryssland, Indonesien, Australien, Nya Zeeland och länder längs Sydamerikas och Centralamerikas kust mot Stilla Havet. Även på Stillahavsöarna utfärdades tsunamivarningar samt i USA:s delstater Hawaii och Alaska. CNN angav senare i TV-sändningar en "tidtabell" för tsunamin.
| Land         | Tid (GMT) |
| ------------ | --------- |
| Ryssland     | 8.55      |
| Taiwan       | 9.30      |
| Filippinerna | 9.55      |
| Indonesien   | 10.49     |
| Hawaii       | 11.00     |
| Australien   | 16.20     |

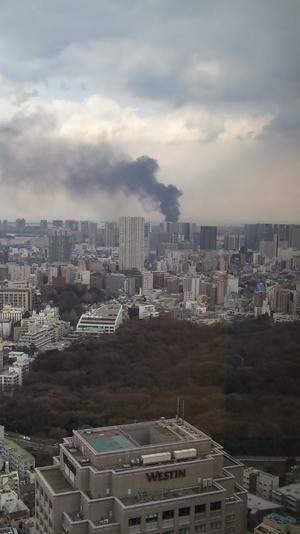
Brand i Japans huvudstad Tokyo efter skalvet.

Den största staden i regionen, Sendai, drabbades hårt av förödelsen längs kusten.
Vid 11-tiden UTC konstaterades att tsunamin inte gjort någon skada på Taiwan och för Nya Zeeland nedgraderades varningen. Vid 12-tiden UTC nådde tsunamin norra Indonesien, men då som bara en halv meter hög. En tio meter hög tsunami rapporterades från hamnen i miljonstaden Sendai på Japans östra kust.
Polisen i Sendai rapporterade att 200 till 300 kroppar har hittats längs kusten i Sendai ifrån tsunamin som slog till mot staden efter huvudskalvet. Minst 1000 personer saknades eller befaras vara döda den 11 mars. Den 12 mars ökades denna siffra till över 10 000 personer, efter att hamnstaden Minamisanriku undersökts. Japan Railways meddelade den 11 mars att man inte kunde lokalisera fyra tåg som färdades längs Japans östkust då tsunamin slog till. Andra rapporter säger att även ett passagerarfartyg med upp till 100 personer saknas efter tsunamin.

## Följder

### Skador
Längs kusten närmast epicentrum utsattes för de värsta effekterna. Effekten av en jordbävning kan beskrivas med en intensitetsskala som Mercalliskalan. I Japan används den egna sjugradiga shindoskalan. Miyagi-prefekturen utsattes för en intensitet på mellan 5 och 7 shindo. Huvudstaden Tokyo 373 km söder om epicentrum skall enligt Japan Meteorological Agency ha utsatts för en intensitet på mellan 3 och 5 shindo. De allra största materiella skadorna och de flesta dödsoffren har dock orsakats av tsunamin, inte av jordbävningen. Jordbävningen och tsunamin (inklusive kärnkraftsolyckan) har ansetts vara den kostsammaste naturkatastrofen i historien med en bedömd skade- och återuppbyggnadskostnad på 900 miljarder kr (10 bilj yen).

### Kärnkraftsolyckor
Fyra kärnkraftverk stoppades automatiskt vid jordbävningen. En brand uppstod i turbinhallen på Onagawa kärnkraftverk. Inga radioaktiva utsläpp detekterades omedelbart efter jordbävningen enligt Tohoku Electric Power Company, men senare under dygnet efter katastrofen konstaterade samma organisation att ett mindre radioaktivt läckage uppstått vid Fukushima I kärnkraftverk. Den 12 mars 15.36 lokal tid skedde en kraftig explosion i reaktoröverbyggnaden på Fukushima I kärnkraftverk
med rökutveckling som följd. En vätgasexplosion drabbade reaktor 3 i samma kärnkraftverk på måndagen den 14 mars. Morgonen den 15 mars skedde ännu en explosion, denna gång i reaktor 2. I Samband med explosionen började det brinna inne i reaktorbyggnad 4. Samtidigt kom det rapporter om att temperaturerna i reaktorerna 5 och 6 ökat. Olyckan klassades den 15 mars som en sexa ("allvarlig olycka") på den sju-gradiga INES-skalan av den franska kärnkraftsmyndigheten ASN. Den japanska kärnkraftsmyndighet höll dock fast vid att olyckan är en klass 4 ("Olycka utan betydande risk för omgivningen"). Onsdagen den 16 mars klockan 05.45 började det åter brinna i reaktorbyggnad 4. Olyckan allvarlighetsgrad enligt INES-skalan har stigit och till slut satts till högsta nivån, en sjua, vilket är samma gradering som Tjernobylolyckan 1986. Stora områden, flera kvadratmil, har fått evakueras permanent.

### Bränder

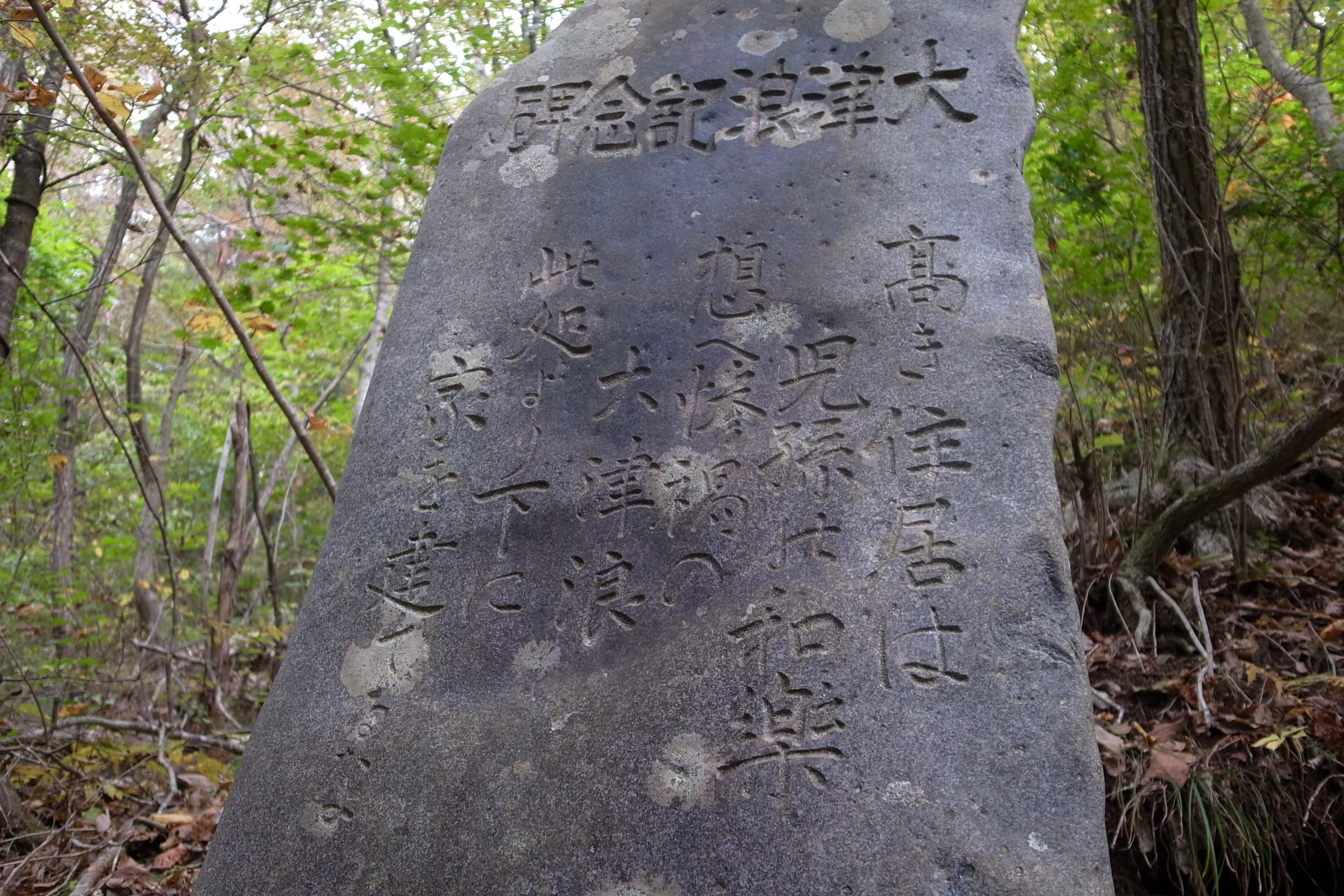
En tsunamisten i Japan som varnar för tsunami.

Morgonen lokaltid efter jordbävningen berättade den japanska brand- och katastrofbyrån att 206 bränder startat till följd av jordbävningen i 12 av Japans prefekturer. Ett oljeraffinaderi, Cosmo Oil Company, i Ichihara öster om Tokyo fattade eld med omfattande rökutveckling.

### Ekonomi
Tokyobörsen Nikkei sjönk med 1,7 % omedelbart efter jordbävningen på fredagen vilket påverkade andra börser runtom i världen som i Europa där vissa företags kurser föll med upp till 4 %. På måndagen fortsatte fallet i Tokyo med 6,2 % och på tisdagen ytterligare 10,5 %. Först på onsdagen steg kurserna. Flera stora japanska företag stängde sina fabriker, däribland elektronikjätten Sony och biltillverkaren Toyota.
Preliminära beräkningar visar att skadorna efter jordbävningen och tsunamin uppgår till ett värde av 15 000 miljarder yen, vilket motsvarar dryga 1 100 miljarder svenska kronor.
För att den japanska marknaden ska vara lugn skickar den japanska centralbanken, Bank of japan in 1 167 miljarder kronor till den japanska ekonomin. Samtidigt behöll de räntan på nivån 0,00 till 0,10 procent.

## Seicher i Sognefjorden
Två meter höga seicher uppstod i Sognefjorden i Norge samtidigt med jordbävningen vid Sendai.